# Платинова група
| Металите на платиновата група |

| H  |    |    |    |    |    |    |    |    |    |    |    |    |     |    |     |    |     | He  |
| Li | Be |    |    |    |    |    |    |    |    |    |    |    | B   | C  | N   | O  | F   | Ne  |
| Na | Mg |    |    |    |    |    |    |    |    |    |    |    | Al  | Si | P   | S  | Cl  | Ar  |
| K  | Ca | Sc |    | Ti | V  | Cr | Mn | Fe | Co | Ni | Cu | Zn | Ga  | Ge | As  | Se | Br  | Kr  |
| Rb | Sr | Y  |    | Zr | Nb | Mo | Tc | Ru | Rh | Pd | Ag | Cd | In  | Sn | Sb  | Te | I   | Xe  |
| Cs | Ba | La | *  | Hf | Ta | W  | Re | Os | Ir | Pt | Au | Hg | Tl  | Pb | Bi  | Po | At  | Rn  |
| Fr | Ra | Ac | ** | Rf | Db | Sg | Bh | Hs | Mt | Ds | Rg | Cn | Uut | Fl | Uup | Lv | Uus | Uuo |
| -- | -- | -- | -- | -- | -- | -- | -- | -- | -- | -- | -- | -- | --- | -- | --- | -- | --- | --- |
|    |    |    |    |    |    |    |    |    |    |    |    |    |     |    |     |    |     |     |
|    |    |    | *  | Ce | Pr | Nd | Pm | Sm | Eu | Gd | Tb | Dy | Ho  | Er | Tm  | Yb | Lu  |     |
|    |    |    | ** | Th | Pa | U  | Np | Pu | Am | Cm | Bk | Cf | Es  | Fm | Md  | No | Lr  |     |

- Рутений
- Родий
- Паладий
- Осмий
- Иридий
- Платина

Металите от платиновата група, наричани също платиноиди, са шест благородни метални елемента, струпани заедно в периодичната система. Всичките елементи са преходни метали в групите 8, 9 и 10 от периодите 5 и 6.
Шестте метала в платиновата група са: рутений, родий, паладий, осмий, иридий и платина. Те имат сходни физични и химични свойства и често се срещат заедно в едни и същи минерални находища. Могат да бъдат допълнително подразделени на иридиева група, платинова група и паладиева група, според тяхното поведение в геологичните системи.

## История
Естествено възникващата платина и нейните сплави са познати на доколумбовите американци в продължение на много години. Въпреки че е използвал от тях тези народи, първото европейско споменаване на платината датира от 1557 г. в писанията на италианския хуманист Юлий Цезар Скалигер (1484 – 1558) като описание на мистериозен метал, намерен в централноамериканските рудници между Панама и Мексико.
Наименованието платина произлиза от испанската дума platina, което ще рече „малко сребро“, и е дадено на метала от испанските заселници в Колумбия. Те гледат на платината като на нежелан замърсител в среброто, което добиват.

## Свойства и употреба
Свойства на платиноидите
| Атомен номер | Название, символ | Електронна конфигурация | Степен на окисление           | плътност g/cm³ | tтоп. °C | tкип. °C |
| ------------ | ---------------- | ----------------------- | ----------------------------- | -------------- | -------- | -------- |
| 44           | Рутений, Ru      | [Kr]4d75s1              | 0, +2, +3, +4, +5, +6, +7, +8 | 12,5           | 2334     | 4077     |
| 45           | Родий, Rh        | [Kr]4d85s1              | 0, +1, +2, +3, +4, +6         | 12,4           | 1963     | 3727     |
| 46           | Паладий, Pd      | [Kr]4d10                | 0, +2, +3, +4                 | 12,0           | 1554     | 2937     |
| 76           | Осмий, Os        | [Xe]4f145d66s2          | 0, +2, +3, +4, +5, +6, +8     | 22,6           | 3027     | 5027     |
| 77           | Иридий, Ir       | [Xe]4f145d76s2          | 0, +1, +2, +3, +4, +5, +6     | 22,7           | 2447     | 4380     |
| 78           | Платина, Pt      | [Xe]4f145d96s1          | 0, +1, +2, +3, +4, +5, +6     | 21,4           | 1769     | 3800     |

Към 1996 г. най-широката употреба на платиноиди е (в хиляди тройни унций на година): Pd за автомобилни катализатори (4470), Pt за бижутерия (2370), Pd за електроника (2070), Pt за автомобилни катализатори (1830), Pd за стоматология (1230), Rh за автомобилни катализатори (490) и Pd за химически реагенти (230).
Платиноидите имат различни полезни каталитични свойства. Те са високоустойчиви на износване и потъмняване. Поради тази причина, платината е особено подходяща в бижутерията. Други отличителни свойства включва устойчивост към агресивни химикали, отлични високотемпературни характеристики и стабилни електрически свойства. Всички тези свойства се използват за промишлена употреба.

## Срещане в природата
Обикновено, ултрамафичните и мафичните магмени скали има относително високо съдържание на платиноиди. Геохимично аномални следи се срещат основно в хромови шпинели и сулфиди. Мафичните и ултрамафичните магмени скали съдържат практически цялата платиноидна руда на света. Мафичните слоести интрузии, включително тези в мините в ЮАР, надхвърлят по тежест всички останали платиноидни находища по света. Други значителни мафични интрузии със съдържание на платиноиди се срещат в Аляска и Урал.

## Минерали
Обичайните руди на платиноиди съдържат около 10 g платиноид за тон руда.

### Платина
Платината се среща като самороден метал, но може да се намери и в различни минерали и сплави. Сперилитът (PtAs2) е най-значителният източник на този метал. Самородната платина, често придружавана от малко количество други платинови метали, се среща в алувиалните разсипи на Колумбия, Онтарио и Урал, както и в някои западни щати на САЩ. Платина се произвежда комерсиално и като вторичен продукт след преработването на никелова руда. Най-големият производител на платина в света е ЮАР, следвана от Русия и Канада.

### Осмий
Осмиридий е природна сплав на осмий и иридий, която се среща в Урал, Северна и Южна Америка. Малки количества осмий се срещат и в никеловите руди в района на Онтарио.

### Иридий
Метален иридий се среща заедно с платината и други платиноиди в алувиални депозити. Намира се и в природни сплави като осмиридий. Добива се и като вторичен продукт от добива на никел.

### Рутений
Рутеният обикновено се среща в руди заедно с други платиноиди. Има находища в Урал, Северна и Южна Америка. Малко, но комерсиално значимо количество, се среща в пентландита в Онтарио и пироксенита в ЮАР.

### Родий
Промишленото добиване на родий е сложно, тъй като се среща в руди смесен с други метали като паладий, сребро, платина и злато. Присъства в платиновите руди и се получава като бял инертен метал, който е много труден за топене. Основните източници на този елемент се намират в речните пясъци на Урал, Северна и Южна Америка, както и в медно-никеловия район на Онтарио. Годишното световно производство за 2003 г. на този елемент е било 7 – 8 тона.

### Паладий
Паладият се среща най-често в сулфидни минерали, особено пиротина. Среща се както самороден, така и в сплав с платина и злато в находищата на Урал, Евразия, Австралия, Етиопия, Северна и Южна Америка. Комерсиално се добива и от находища на никел.

## Производство
Производството на индивидуални метали от платиновата група обикновено започва от остатъци от добива на други метали. Пречистването обичайно започва с анодните остатъци от производството на злато, мед и никел. Следователно, процесът на извличане на платиноидите е много енергоемък и с последици за околната среда. Класическите пречиствателни методи се възползват от разликите в химическата реактивност и разтворимостта на няколко съединения на металите.
Отделянето започва с разтварянето на пробата. Ако се използва царска вода, се произвеждат хлоридни комплекси. В зависимост от детайлите на процеса, които често са тайни на занаята, индивидуалните платиноиди се добиват като следните съединения: слабо разтворимите (NH4)2IrCl6, (NH4)2PtCl6 и PdCl2(NH3)2, летливите OsO4 и RuO4 и [RhCl(NH3)5]Cl2.

### Производство в ядрените реактори
Значителни количества рутений, родий и паладий се образуват като продукти на ядрен разпад в ядрените реактори. С покачващи се цени и покачващо се глобално търсене, благородните метали, произведени от реактори, започват да изплуват като алтернативен източник. Налични са различни доклади относно възможността за добиване на благородни метали от изразходвано ядрено гориво.